# Проклятая (телесериал)
«Проклятая» — американский драматический веб-сериал, премьера которого состоялась 17 июля 2020 года на Netflix, по мотивам иллюстрированного одноименного романа Фрэнка Миллера и Тома Уилера. В главных ролях Кэтрин Лэнгфорд, Дэниел Шарман, Девон Террелл, Густав Скарсгорд.

## Сюжет
После смерти матери Нимуэ знакомится с молодым наёмником Артуром и занимается поисками загадочного Мерлина, чтобы передать старцу древний меч. Во время странствий с Артуром Нимуэ превращается в символ храбрости и сопротивления и помогает организовать восстание против красных паладинов.

## В ролях
Основной состав
- Кэтрин Лэнгфорд — Нимуэ
- Девон Террелл — Артур
- Густав Скарсгорд — Мерлин
- Даниэль Шарман — Плачущий Монах/Ланселот
- Себастьян Арместо — король Утер Пендрагон
- Лили Ньюмарк — Пим
- Питер Муллан — отец Карден
- Шалом Брун-Франклин — Сестра Игрейн/Моргана
- Белла Дейн — Красное Копьё/Гвиневра
- Мэтт Стокоу — Зелёный Рыцарь/Гавейн

Второстепенные роли
- Эмили Коутс  — Сестра Айрис
- Полли Уокер — леди Люнет, королева-регент
- Билли Дженкинс — Белка/Персеваль
- Адаку Ононогбо — Казе
- Кэтрин Уокер — Ленора, мать Нимуэ
- Йоуханнес Хёйкюр Йоуханнессон — Камбер, Ледяной Король
- София Оксенхэм — Эйдис, старшая дочь Камбера
- Клайв Рассел — Рос
- Софи Харкнесс — сестра Селия
- Эйдан Найт — Капс, королевский гвардеец
- Эндрю Уипп — Иона
- Николай Денкер Шмидт — Доф
- Питер Гинесс — Эктор
- Оулавюр Дарри Оулафссон — Рюген Прокажённый Король

## Список эпизодов
| № общий | № в сезоне | Название                                            | Режиссёр        | Автор сценария | Дата премьеры |
| ------- | ---------- | --------------------------------------------------- | --------------- | -------------- | ------------- |
| 1       | 1          | «Нимуэ» «Nimue»                                     | Зетна Фуэнтес   | Том Уилер      | 17 июля 2020  |
| 2       | 2          | «Проклятая» «Cursed»                                | Зетна Фуэнтес   | Том Уилер      | 17 июля 2020  |
| 3       | 3          | «В одиночестве» «Alone»                             | Дэниэл Неттхайм | Джанет Лин     | 17 июля 2020  |
| 4       | 4          | «Красное озеро» «The Red Lake»                      | Дэниэл Неттхайм | Рейчел Шукерт  | 17 июля 2020  |
| 5       | 5          | «Присоединение» «The Joining»                       | Дэниэл Неттхайм | Лейла Герштейн | 17 июля 2020  |
| 6       | 6          | «Феста и Морея» «Festa and Moreii»                  | Джон Ист        | Уильям Уилер   | 17 июля 2020  |
| 7       | 7          | «Принесите нам хорошего эля» «Bring Us In Good Ale» | Джон Ист        | Том Уилер      | 17 июля 2020  |
| 8       | 8          | «Королева фей» «The Fey Queen»                      | Джон Ист        | Робби Томпсон  | 17 июля 2020  |
| 9       | 9          | «Яды» «Poisons»                                     | Сара О'Горман   | Том Уилер      | 17 июля 2020  |
| 10      | 10         | «Жертвоприношение» «The Sacrifice»                  | Сара О'Горман   | Том Уилер      | 17 июля 2020  |